# Біртілек
Біртіле́к (каз. Біртілек) — село у складі Келеського району Туркестанської області Казахстану. Входить до складу Біртілецького сільського округу.
До 2008 року село називалось Чапаєво.
Населення — 2918 осіб (2021; 1342 у 2009, 1374 у 1999, 617 у 1989).